# Terzo viaggio di James Cook
(James Cook, Lettera al Commodoro William Wilson, 22 giugno 1776)

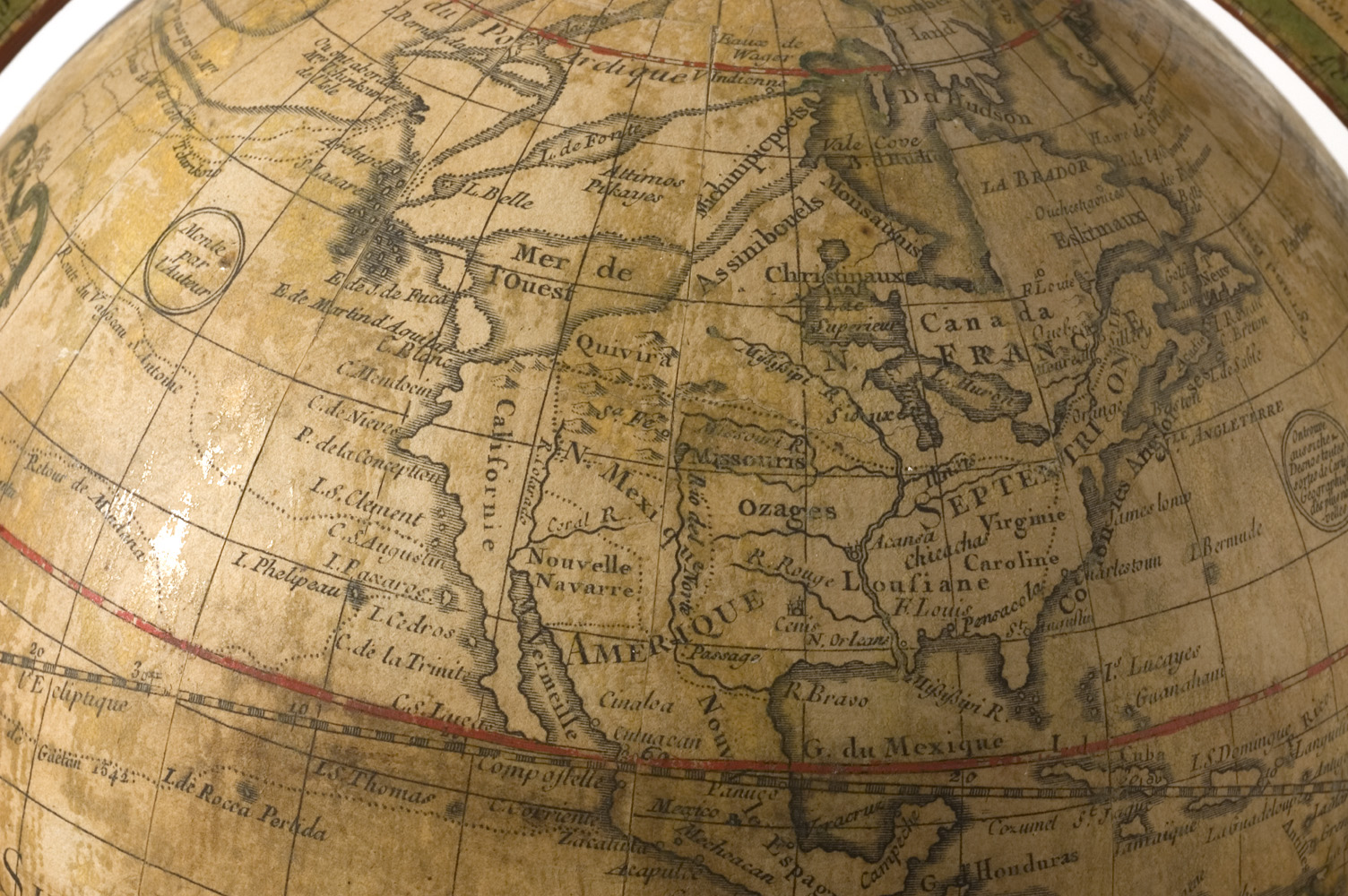
Mappamondo del 1765 che mostra un passaggio a nord-ovest di fantasia.

Ufficialmente il terzo e ultimo viaggio di James Cook fu giustificato con la necessità di riportare in patria Omai, un giovane dell'isola del Pacifico di Ra'iātea che aveva seguito Cook nel suo secondo viaggio. In realtà l'Ammiragliato utilizzò questo pretesto come copertura per il piano reale che prevedeva di inviare Cook in una spedizione alla scoperta del favoleggiato passaggio a nord-ovest, una rotta commerciale marina che passasse a nord e ad ovest del continente americano. La HMS Resolution, comandata da Cook, e la HMS Discovery, comandata da Charles Clerke, furono preparate per il viaggio che iniziò da Plymouth nel 1776. Le navi viaggiarono verso Città del Capo attraverso Tenerife e quindi fecero rotta verso la Nuova Zelanda.
Omai fu restituito alla sua terra e le navi salparono nuovamente, scoprendo l'arcipelago hawaiano, prima di raggiungere la costa del Pacifico del Nord America. I due comandanti tracciarono la costa occidentale del continente e passarono attraverso lo stretto di Bering, fino a quando furono fermati dal ghiaccio artico sia a est che a ovest. Le navi ritornarono nel Pacifico e attraccarono brevemente alle Aleutine prima di ritirarsi verso le Hawaii per l'inverno. Quando si avvicinarono all'arcipelago essi furono accolti con un inaspettato caloroso benvenuto che divenne tumultuoso quando finalmente sbarcarono a Kealakekua Bay, nell'Isola di Hawaii durante il Makahiki, una importante festa del raccolto hawaiana collegata al culto del dio polinesiano Lono.
Dopo un certo periodo durante il quale Cook e il suo equipaggio furono solennemente festeggiati, l'atmosfera cambiò e Cook preferì allontanarsi dall'isola per continuare la sua missione di esplorazione. Ben presto subì danni alla sua nave e fu costretto a tornare indietro. Al suo ritorno scoppiò uno scontro con gli isolani che avrebbe provocato la morte di Cook. I resti di Cook furono trafugati dagli hawaiani, ma alcuni furono restituiti per essere sepolti in mare dal suo equipaggio. Il comando della spedizione fu assunto da Clerke che cercò invano di trovare il passaggio prima che anch'egli trovasse la morte in questo viaggio. Sotto il comando di John Gore gli equipaggi ritornarono sommessamente a Londra nel mese di ottobre 1780.

## Concezione della spedizione

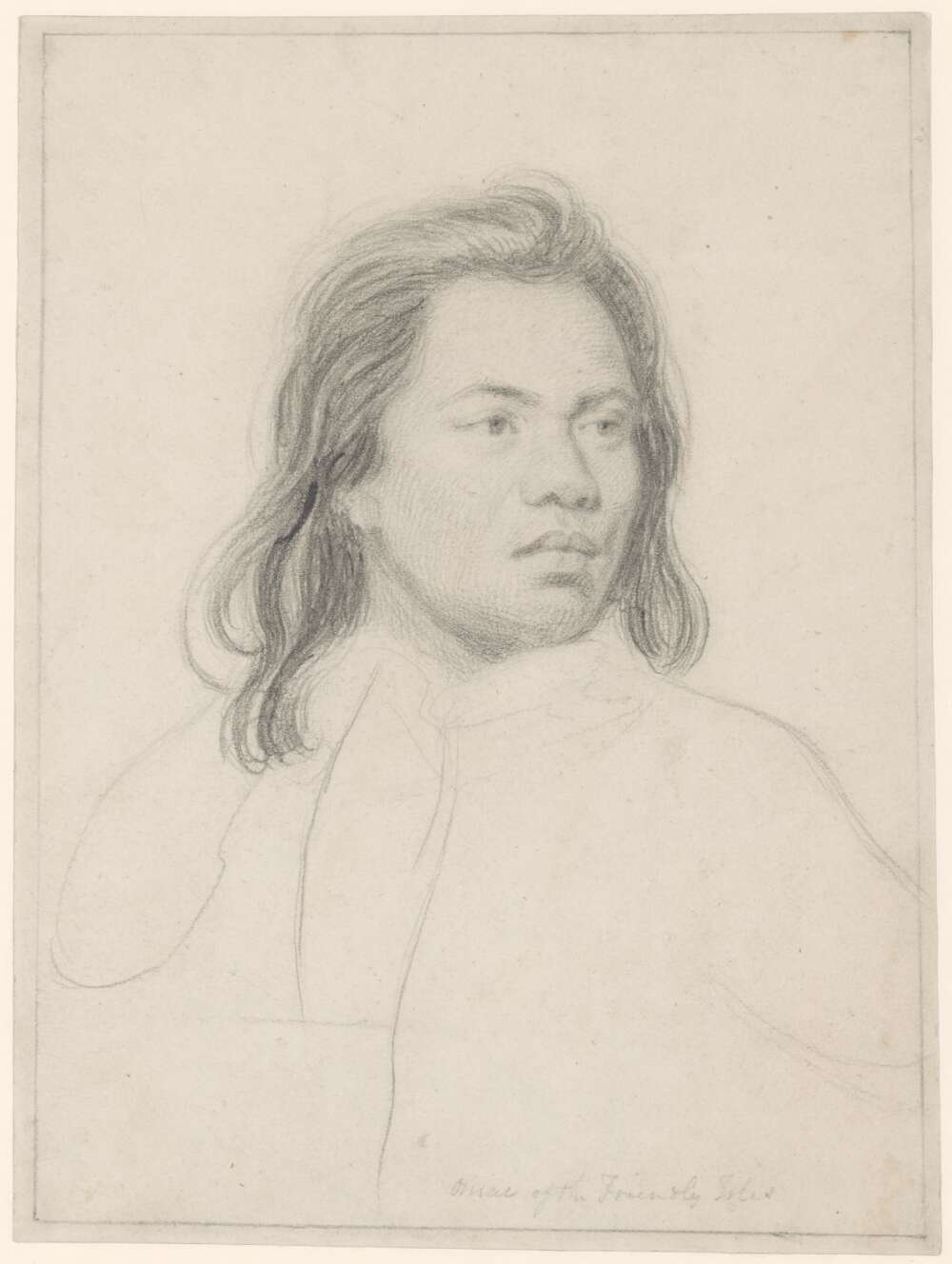
Omai delle Isole dell'Amicizia, di Sir Joshua Reynolds, c.1774

Principalmente lo scopo del viaggio era il tentativo di scoprire il famoso passaggio a nord-ovest tra l'Atlantico e il Pacifico passando per la parte settentrionale del Nord America. Gli ordini dell'Ammiragliato per Cook erano ispirati da un Act (atto normativo) del Parlamento Britannico che, riconfermato nel 1775, aveva promesso un premio di £ 20.000 a chiunque avesse scoperto il passaggio.
Inizialmente l'Ammiragliato voleva che fosse Charles Clerke a guidare la spedizione. Cook, che era ufficialmente in pensione, avrebbe dovuto seguire le sue gesta nel Pacifico in qualità di consulente. Tuttavia, Cook aveva studiato a fondo le spedizioni di Bering e l'Ammiragliato infine concesse la sua fiducia al veterano esploratore come comandante, relegando Clerke al ruolo di comprimario. L'intento era di fare un "attacco a due punte", con Cook che avrebbe provato a passare dallo Stretto di Bering nel Pacifico nord e Richard Pickersgill sulla fregata Lyon a tentare la via dall'Atlantico. L'appuntamento tra le due spedizioni era programmato per l'estate del 1778.
Nell'agosto del 1773 Omai, un giovane polinesiano di Raiatea, si era unito ad Huahine all'equipaggio della Adventure comandata da Tobias Furneaux, che aveva toccato Tahiti in occasione del secondo viaggio di Cook nel Pacifico. Egli arrivò a Londra nel mese di ottobre 1774 e fu introdotto nella società inglese dal naturalista Sir Joseph Banks diventando l'oggetto preferito della curiosità dei londinesi del tempo. Apparentemente, il terzo viaggio fu progettato per restituire Omai a Tahiti; questo fu ciò che si fece credere ufficialmente all'opinione pubblica.

## Preparazione e personale a bordo

### Le navi, le dotazioni e le provviste

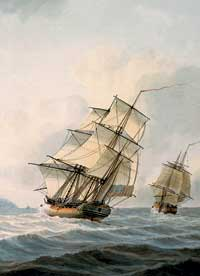
La Resolution e la Discovery

Nel suo ultimo viaggio Cook comandava ancora una volta la HMS Resolution. La nave aveva iniziato come carboniera nel Mare del Nord sotto il nome di Marquis of Granby dopo essere stata varata a Whitby nel 1770 e acquistata dalla Royal Navy nel 1771 per il secondo viaggio di Cook. Dopo essere tornata in Gran Bretagna, nel 1775 era stata messa in liquidazione, ma fu rimessa in servizio nel febbraio 1776 per il terzo viaggio. La nave aveva a bordo un quantitativo di bestiame inviato da Giorgio III come dono per gli isolani dei mari del sud. Questo includeva pecore, bovini, caprini e suini, nonché il più diffuso pollame. 
Cook disponeva anche di: "100 giacche in kersey, 60 gilet e 40 paia di calzoni dello stesso tessuto, 120 gilet e 140 paia di mutandoni in linsey, 440 camicie a quadri, 100 paia di mutande con lo stesso disegno, 400 abiti, 700 paia di calzoni, 500 paia di calze, 80 cappellini in lana pettinata, 340 cappellini olandesi e 800 paia di scarpe".
Il capitano Charles Clerke comandava invece la HMS Discovery, che era sempre una carboniera Whitby da 299 tonnellate. Originariamente chiamata Diligence quando fu costruita nel 1774 da G. & N. Langborn per il signor William Herbert, fu successivamente acquistata dall'Ammiragliato e ribattezzata. Era larga 27 piedi (8,2 m) con un pescaggio di 11 (3.4 m). La Discovery era costata £ 2.415 comprese le opportune modifiche: se originariamente era un brigantino, Cook la fece trasformare in una full-rigged ship, cioè un vascello a tre alberi con ampia velatura a vele quadre.

### Equipaggi delle navi
Come primo ufficiale Cook aveva ai suoi comandi John Gore, che aveva già fatto il giro del mondo con lui sulla Endeavour e precedentemente con John Byron e Samuel Wallis sulla HMS Dolphin. James King era il suo secondo ufficiale e John Williamson il terzo. Il master era William Bligh. William Anderson era stato imbarcato come chirurgo di bordo e anche con l'incarico di botanico mentre il pittore John Webber era l'artista ufficiale. L'equipaggio comprendeva sei cadetti, un cuoco ed un aiuto cuoco, sei furieri, venti Royal Marines tra cui un tenente e quarantacinque marinai capaci.
La Discovery era comandata da Charles Clerke, che in precedenza aveva già prestato servizio nelle prime due spedizioni di Cook e aveva già navigato con Byron. Il suo primo ufficiale era James Burney, il secondo John Rickman e tra i cadetti c'era George Vancouver. In totale disponeva di un equipaggio di 70 uomini: 3 ufficiali, 55 marinai, 11 marines e un civile.
Altri membri dell'equipaggio erano:
- William Bayly astronomo di bordo;
- James Cleveley, fratello dei noti artisti John e Robert, come falegname;
- George Dixon imbarcato sulla Resolution come armiere[13];
- John Ledyard, un americano imbarcato come marine;
- David Nelson, un botanico collezionista[14];
- Omai, il nativo dell'isola di Raiatea che era stato portato a Londra da Cook alla fine del suo secondo viaggio e operò come interprete fino al suo ritorno a casa;
- Nathaniel Portlock imbarcato come master prima sulla Discovery e poi sulla Resolution;
- Edward Riou, guardiamarina prima sulla Discovery e poi sulla Resolution;
- Henry Roberts imbarcato come master sulla Resolution. Preparò le tabelle per il resoconto ufficiale del viaggio[15][16];
- David Samwell aiuto chirurgo sulla Resolution;
- William Taylor, guardiamarina sulla Resolution;
- James Trevenen, guardiamarina sulla Resolution;

## Il viaggio

### La rotta per Tahiti
Il capitano James Cook salpò da Plymouth il 12 luglio 1776. Clerke sulla Discovery fu trattenuto a Londra per ritardi vari e non lo seguì fino al I agosto. Sulla strada per Città del Capo la Resolution fece scalo a Tenerife per riapprovvigionarsi. La nave raggiunse Città del Capo il 17 ottobre e Cook dovette urgentemente ricalafatarla perché imbarcava acqua, soprattutto attraverso il ponte principale. Quando la Discovery arrivò il 10 novembre fu anch'essa trovata bisognosa di reimpermeabilizzazione.

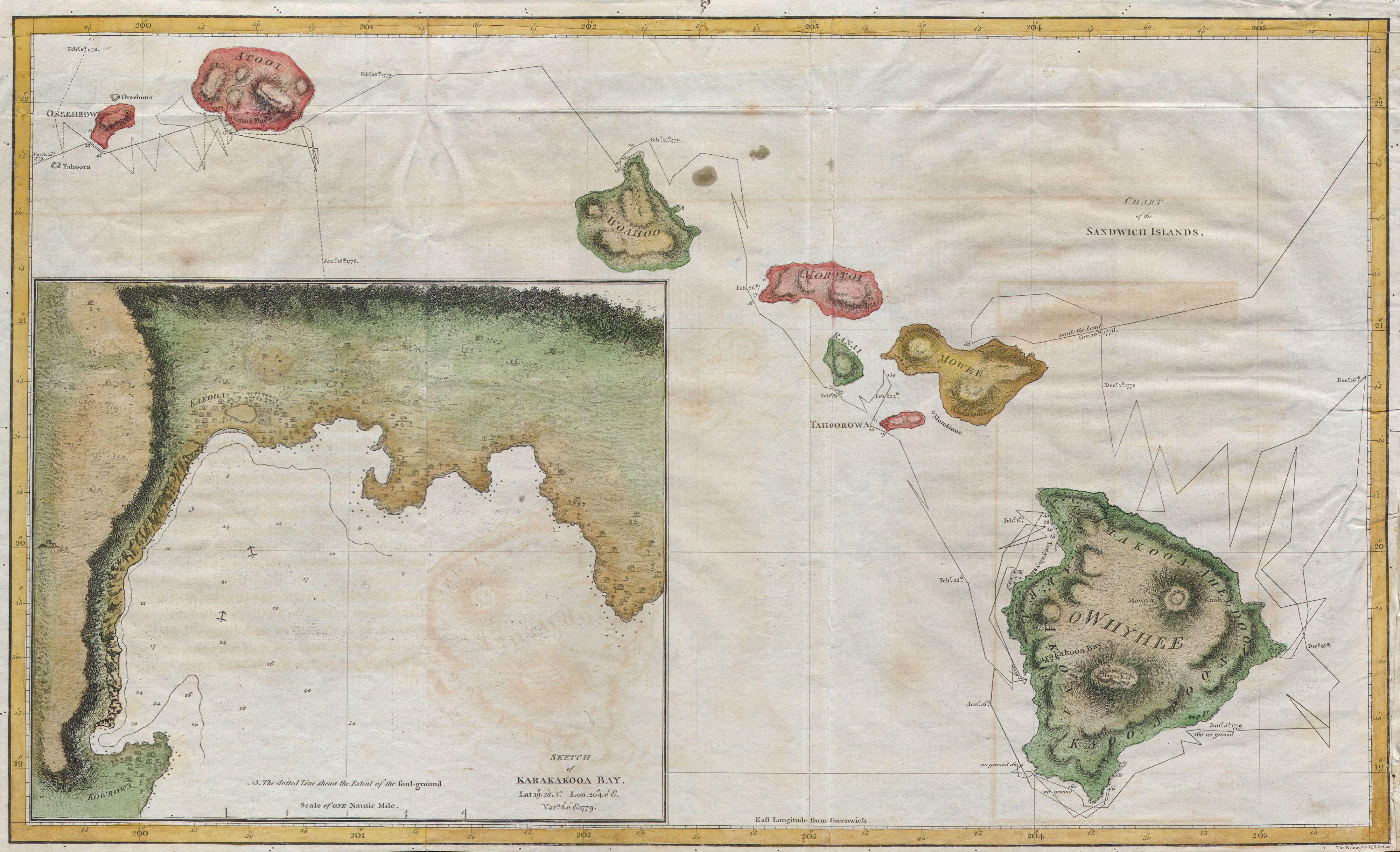
Mappa delle isole Hawaii disegnata da uno degli ufficiali di Cook.

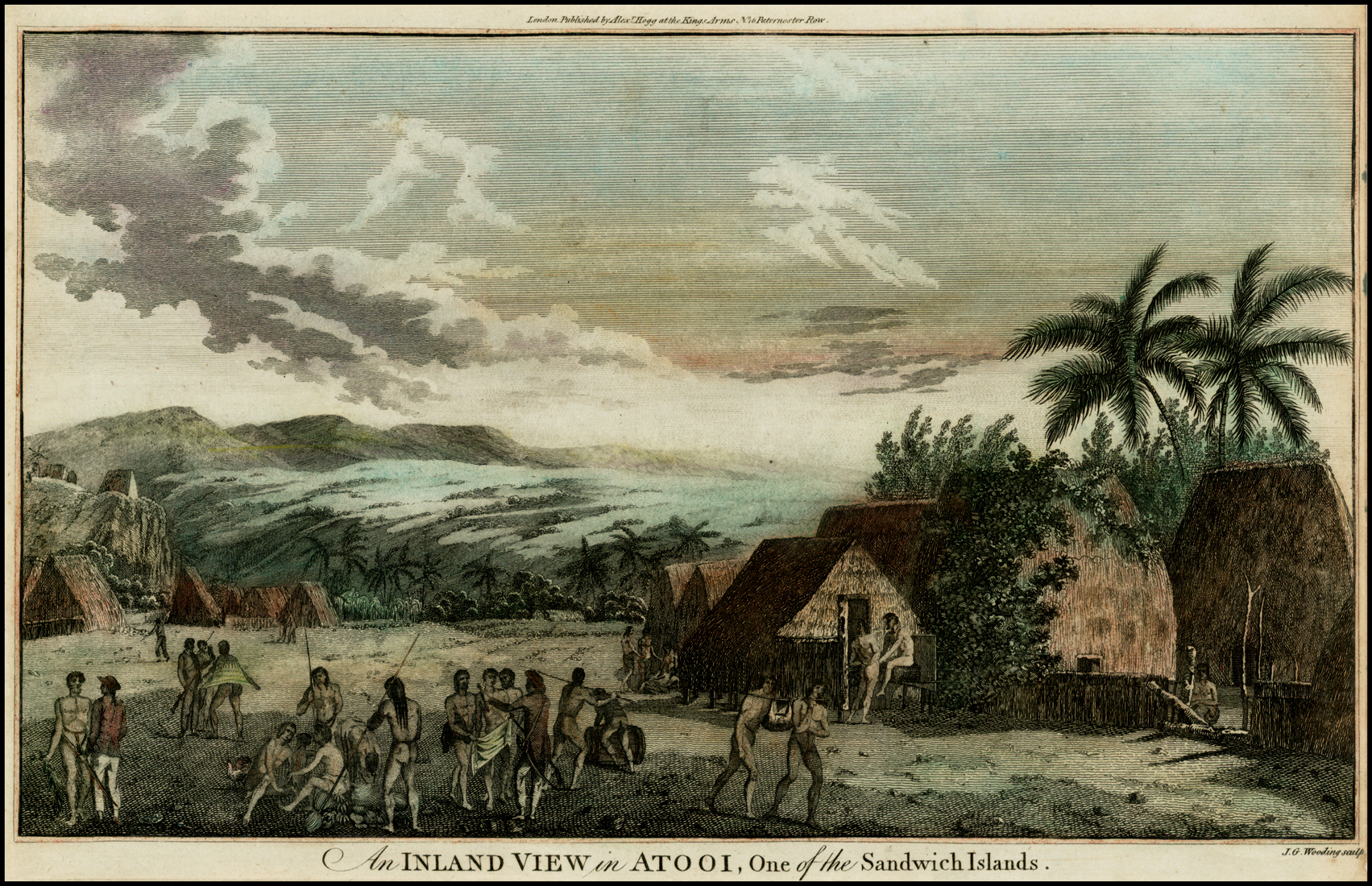
Litografia colorata a mano raffigurante un villaggio visitato dal Capitano James Cook vicino Waimea, Kauai, nel suo terzo viaggio. Basata su una incisione di John Webber del 1778 che fu pubblicata da William Hodges, è una delle poche viste delle Hawaii fatte durante il terzo viaggio di Cook (1776–1779).

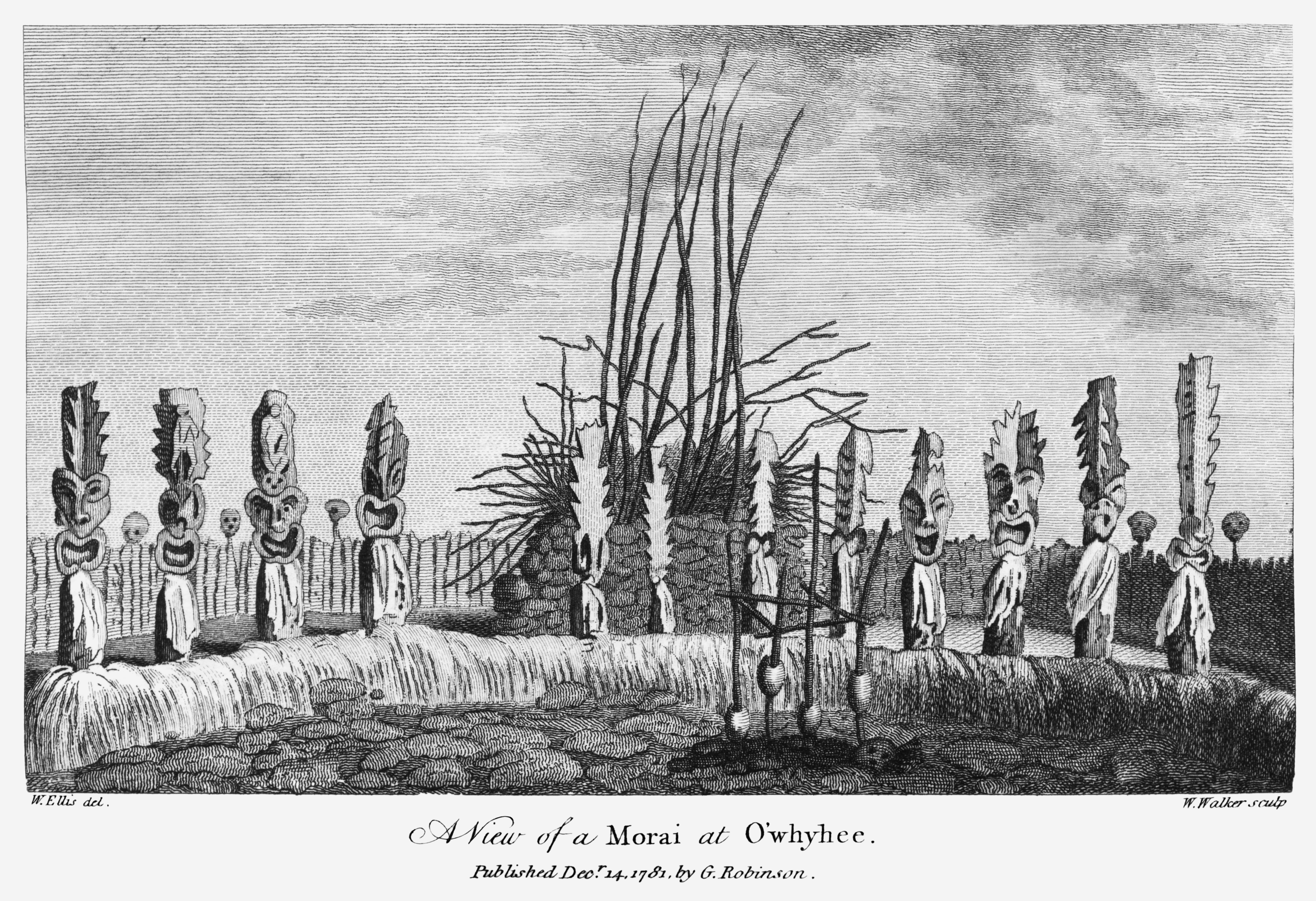
Tempio (heiau) hawaiano di Kealakekua Bay, illustrazione di William Ellis.

Le due navi salparono insieme il I dicembre ed il 13 dicembre trovarono e battezzarono le isole del Principe Edoardo. Dodici giorni dopo Cook trovò le isole Kerguelen, che non era riuscito ad individuare nel suo secondo viaggio. Spinti da forti venti occidentali raggiunsero il 26 gennaio la Terra di Van Diemen, dove presero acqua e legname ed ebbero fugaci contatti con gli indigeni che vi abitavano.
Le navi salparono nuovamente, arrivando a Queen Charlotte Sound in Nuova Zelanda il 12 febbraio. Qui i Maori si dimostrarono molto preoccupati perché credevano che Cook volesse vendicarsi per la morte dei dieci uomini del Discovery, comandati da Furneaux nel suo secondo viaggio. Dopo due settimane le navi partirono per Tahiti, ma i venti contrari le portarono a ovest verso l'isola di Mangaia dove la terra fu avvistata il 29 marzo. Al fine di riapprovvigionarsi le navi, spinte da venti occidentali approdarono alle Isole dell'Amicizia fermandosi lungo il percorso all'isola di Palmerston. Rimasero alle isole dell'Amicizia dal 28 aprile fino a metà luglio, quando ripartirono per Tahiti, dove arrivarono il 12 agosto.

### La scoperta delle Hawaii e l'esplorazione della costa nordamericana
Dopo aver sbarcato Omai, Cook ritardò il prosieguo del viaggio fino al 7 dicembre, quando si diresse verso nord e il 18 gennaio 1778 divenne il primo europeo a visitare le isole Hawaii. Dopo lo sbarco iniziale nel porto di Waimea, Kauai, Cook denominò l'arcipelago Isole Sandwich in onore del quarto conte di Sandwich, il primo Lord dell'Ammiragliato in carica. Gli uomini di Cook osservarono che gli abitanti parlavano una variante del familiare linguaggio polinesiano a loro già noto dai precedenti viaggi nel Sud Pacifico. Cook fu il primo europeo a descrivere la pratica del surf.
Il 2 febbraio, dal sud Pacifico si diressero verso nord est per esplorare la costa occidentale del Nord America a nord degli insediamenti spagnoli dell'Alta California. Il 6 marzo sbarcarono a circa 44° 30' di latitudine nord, nei pressi di Capo Foulweather (così denominato da Cook per le pessime condizioni atmosferiche qui incontrate) sulla costa dell'Oregon. Il maltempo costrinse le sue navi più a sud a circa 43° nord prima che potessero realmente iniziare la loro esplorazione della costa settentrionale. Cook navigò inconsapevolmente oltre lo Stretto di Juan de Fuca e subito dopo entrò nella baia di Nootka situata sulla costa occidentale dell'isola di Vancouver. Egli ancorò vicino al villaggio di Yuquot delle Prime nazioni nell'odierna Columbia Britannica. Le due navi di Cook trascorsero circa un mese nella baia, dal 29 marzo al 26 aprile 1778, in quello che Cook chiamò Ship Cove, oggi Resolution Cove, nella punta meridionale dell'isola di Bligh, circa 5 miglia (8 km) a est fra Nootka e Yuquot, un villaggio Nuu-Chah-nulth (il cui capo Cook non identificò ma che potrebbe essere stato Maquinna). Le relazioni tra l'equipaggio di Cook e la gente di Yuquot furono a volte cordiali e a volte tese. Nel commercio, il popolo di Yuquot chiedeva molto più oggetti preziosi che i soliti ninnoli che avevano invece funzionato per l'equipaggio di Cook nelle Hawaii. Gli oggetti metallici erano molto richiesti, ma il piombo, il peltro e lo stagno scambiati in un primo momento, caddero presto in disgrazia come oggetto di baratto. Gli oggetti più preziosi che i Britannici ricevevano nel commercio erano le pelli di lontra di mare. Nel corso del lungo mese di soggiorno il commercio con le navi britanniche fu controllato essenzialmente dai padroni di casa di Yuquot, anziché viceversa dagli inglesi come avveniva solitamente con i nativi. Anzi furono più spesso i nativi a visitare le navi britanniche al Resolution Cove che gli inglesi a visitare il villaggio di Yuquot a Friendly Cove.

### La ricerca del Passaggio a nord-ovest
Dopo aver lasciato la baia di Nootka, Cook esplorò e mappò la costa fino allo Stretto di Bering, identificando ciò che successivamente sarebbe stata conosciuta come Insenatura di Cook in Alaska. È stato detto che, in una sola spedizione, Cook tracciò per la prima volta sulle mappe del mondo la maggior parte della linea della costa nord-ovest del Nord America, determinò l'estensione dell'Alaska e riempì le gravi lacune presenti nelle prime esplorazioni russe (da ovest) e spagnole (da sud) dei confini settentrionali del Pacifico.
La via per lo stretto di Bering si rivelò impraticabile, sebbene Cook facesse diversi tentativi per navigarvi attraverso. Durante questo viaggio divenne sempre più frustrato e, forse, cominciò a soffrire di un disturbo di stomaco; è stato ipotizzato che questo portò a un comportamento irrazionale nei confronti del suo equipaggio, come ad esempio costringerli a nutrirsi di carne di tricheco, che gli uomini trovavano immangiabile. Dallo stretto di Bering gli equipaggi misero la prua a sud verso Unalaska nelle Aleutine dove Cook attraccò il 2 ottobre ancora per ricalafatare il fasciame della nave che continuava a imbarcare acqua. Durante un soggiorno di tre settimane ci furono incontri con mercanti russi ed ebbe modo di conoscere la popolazione nativa. Le navi partirono per le Isole Sandwich il 24 ottobre, avvistando Maui il 26 novembre 1778.

### Il ritorno alle Hawaii
I due vascelli navigarono intorno alle isole Hawaii per circa otto settimane alla ricerca di un ancoraggio adeguato fino a quando, il 17 gennaio 1779, sbarcarono a Kealakekua Bay, nell'isola di Hawaii, la maggiore dell'arcipelago. Durante la loro navigazione attorno alle isole le navi furono accompagnate da un gran numero di piroghe cariche di doni e i cui occupanti venivano senza timore a bordo delle navi. Palea, un capo e un Koa'a, venne a bordo e scortò in maniera estremamente ossequiosa Cook a riva dove questi fu sottoposto ad una lunga e singolare cerimonia prima di poter tornare alla nave. All'insaputa di Cook, il suo arrivo era coinciso con la Makahiki, un'importante festa hawaiana del raccolto collegata al culto del dio polinesiano Lono. Casualmente la forma della nave di Cook, la HMS Resolution, o più in particolare la formazione dell'alberatura, delle vele e del sartiame, richiamavano per i nativi alcune suggestioni significative che facevano parte della stagione del loro culto. Egualmente, il percorso in senso orario di Cook intorno all'isola di Hawaii prima di sbarcarvi somigliava alle processioni che avevano luogo in senso orario intorno all'isola durante le celebrazioni di Lono. Si è spesso sostenuto che tali coincidenze siano state le ragioni della iniziale divinizzazione di Cook (e, in misura limitata, del suo equipaggio) da parte di alcuni hawaiani che videro Cook come un'incarnazione di Lono. Anche se questo punto di vista fu suggerito dagli stessi membri della spedizione di Cook, l'idea che qualsiasi hawaiano potesse considerare Cook come Lono, e le prove presentate a sostegno di questa, furono successivamente contestate.

### La morte del capitano Cook

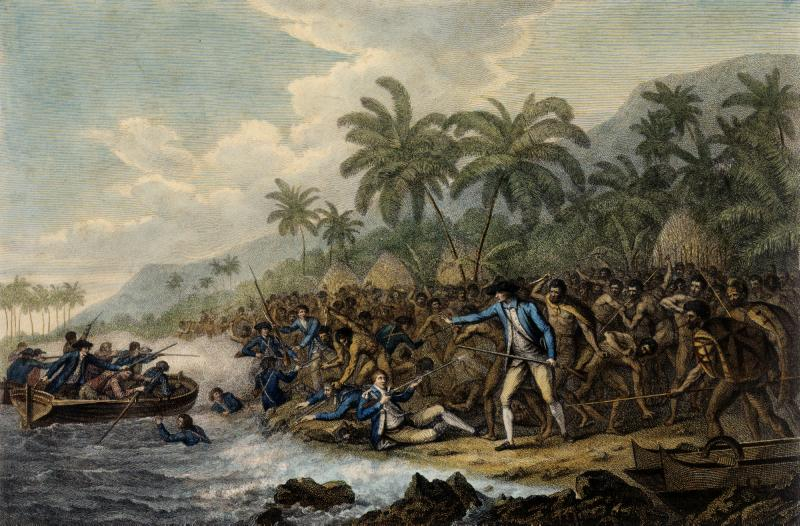
La morte del Capitano Cook dipinta da John Webber

Dopo un soggiorno di un mese, Cook dispiegò nuovamente le vele per riprendere la sua esplorazione del Pacifico del Nord. Tuttavia, poco dopo aver lasciato l'Isola di Hawaii, il trinchetto della Resolution si ruppe e le navi tornarono a Kealakekua Bay per le riparazioni del caso. Si ipotizzò in seguito che il ritorno improvviso alle isole della spedizione di Cook non solo fu inaspettato per gli hawaiani, ma anche sgradito perché la stagione di Lono era appena finita (sempre presumendo che essi associassero Cook a Lono ed al Makahiki) e quindi suonasse inopportuno. In ogni caso, le tensioni aumentarono e scoppiarono una serie di dispute tra gli europei e gli hawaiani. Il 14 febbraio al Kealakekua Bay, alcuni hawaiani si impadronirono di una delle piccole imbarcazioni di Cook. Come già fatto normalmente in precedenza, poiché questo genere di furti era abbastanza comune a Tahiti e nelle altre isole, Cook avrebbe preso qualche ostaggio fino a quando non fossero stati restituiti gli oggetti rubati. Infatti tentò di prendere in ostaggio Kalaniʻōpuʻu, re o Aliʻi ʻaimoku delle Hawaii. Gli hawaiani si opposero strenuamente e gli uomini di Cook dovettero ritirarsi sulla spiaggia. Appena Cook voltò le spalle per aiutare le barche a lasciare la riva, fu colpito alla testa dagli abitanti del villaggio e quindi pugnalato a morte mentre cadeva col volto sulla battigia. La tradizione hawaiana vuole che Cook sia stato ucciso da un capo di nome Kalanimanokahoowaha. Gli hawaiani si impadronirono quindi del corpo e lo trascinarono lontano. Nello scontro rimasero uccisi anche quattro dei marinai di Cook mentre due furono feriti. 
La grande considerazione in cui egli era comunque tenuto dagli hawaiani fece sì che il suo corpo fosse conservato gelosamente dai capi e dagli anziani. Seguendo la prassi del tempo, il corpo di Cook subì rituali funerari simili a quelli riservati ai capi e agli anziani più importanti della società hawaiana. Il corpo fu quindi sventrato, cotto per facilitare la rimozione della carne, e le ossa furono accuratamente ripulite per la conservazione come se fossero icone religiose. Alcuni dei resti di Cook, come rivelano alcune prove che lo confermano in tal senso, furono poi restituiti agli inglesi dopo un accorato appello da parte dell'equipaggio: il 22 febbraio le poche spoglie recuperate di Cook furono formalmente sepolte in mare nelle profondità della baia al rintocco delle campane e sotto le salve dei cannoni.
David Samwell, che aveva navigato con Cook sulla Resolution, scrisse di lui: 
(David Samwell)
Le motivazioni della morte di Cook sono state al centro di un ampio e aspro dibattito tra i due antropologi Marshall Sahlins e Gananath Obeyesekere, svoltosi alla fine degli anni Novanta, e che ha coinvolto anche altri storici, sociologi e antropologi.

## Il viaggio di ritorno
Clerke, che stava già morendo di tubercolosi, assunse il comando della spedizione e salpò verso nord approdando sulla penisola di Kamčatka dove i russi lo aiutarono con i rifornimenti e per le riparazioni alle navi. Fece un ultimo tentativo di oltrepassare lo stretto di Bering e raggiunse Petropavlovsk a maggio per tentare l'attraversamento attorno al 6 luglio, ma il campo di ghiaccio al di là dei 70° 33' N, a pochi chilometri dal record di Cook di 70°44′ N, si dimostrò insormontabile da entrambe le parti. Dovette quindi ripiegare nuovamente a sud e morì a Petropavlovsk il 22 agosto 1779. Da qui furono inviati via terra i rapporti delle navi che raggiunsero Londra cinque mesi più tardi. Dopo la morte di Clerke, la Resolution e la Discovery presero la rotta verso casa comandate l'una da John Gore e l'altra da James King. Dopo un passaggio lungo la costa del Giappone raggiunsero Macao in Cina nella prima settimana di dicembre e da lì seguirono la rotta commerciale delle Indie Orientali tra lo Stretto della Sonda e Città del Capo.

## L'arrivo in patria
Sulla rotta per la Gran Bretagna, una burrasca atlantica dirottò la spedizione così a nord che le navi furono costrette a sbarcare addirittura a Stromness alle isole Orcadi. La Resolution e la Discovery arrivarono finalmente a Sheerness nel Kent il 4 ottobre 1780. La notizia delle morti di Cook e di Clerke aveva già raggiunto Londra da tempo così il loro ritorno a casa ottenne solo un sommesso benvenuto, ma la macchina della mitopoiesi del capitano Cook si era inesorabilmente messa in moto.

## La pubblicazione dei giornali di bordo

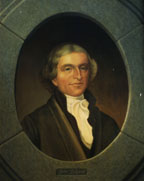
John Ledyard autore di A Journal of Captain Cook's Last Voyage, 1783

Il resoconto di Cook del suo terzo e ultimo viaggio fu completato al loro ritorno da James King. Il diario personale di Cook terminava bruscamente il 17 gennaio 1779, ma quelli del suo equipaggio furono consegnati all'Ammiragliato per le opportune correzioni prima della pubblicazione. Prevedendo la pubblicazione del suo diario, Cook aveva speso molto tempo a bordo lavorando alla riscrittura.
Gli scritti personali estratti dal diario di Cook (A Voyage to the Pacific Ocean -  Un viaggio verso l'Oceano Pacifico) terminavano speranzosamente e trionfalmente:
(James Cook)
Il compito di correggere il resoconto del viaggio fu affidato dall'Ammiragliato al dottor John Douglas, Canonico di St. Paul, a cui i diari furono consegnati entro il novembre del 1780. Egli aggiunse il diario del chirurgo, William Anderson, a quelli di Cook e James King. La pubblicazione finale, nel mese di giugno del 1784, fu alla fine pari a tre volumi di 1617 pagine e 87 tavole. L'interesse del pubblico verso la pubblicazione portò alla sua vendita in soli tre giorni, nonostante l'alto prezzo di £ 414s e 6d.
Come era successo anche in occasione dei viaggi precedenti, furono pubblicati dei resoconti non ufficiali scritti da altri membri dell'equipaggio. Il primo ad apparire, nel 1781, fu una narrazione basata sul diario di John Rickman dal titolo Journal of Captain Cook's Last Voyage. Poi nel 1782 un resoconto di William Ellis, aiuto chirurgo sulla Discovery e, nel 1783, uno di John Ledyard intitolato A Journal of Captain Cook's Last Voyage, pubblicato nel Connecticut.